# Фурманов (град)
Фурманов (на руски: Фурманов) e град в Русия, административен център на Фурмановски район, Ивановска област. Населението на града към 1 януари 2018 е 33 905 души.